# Earinus

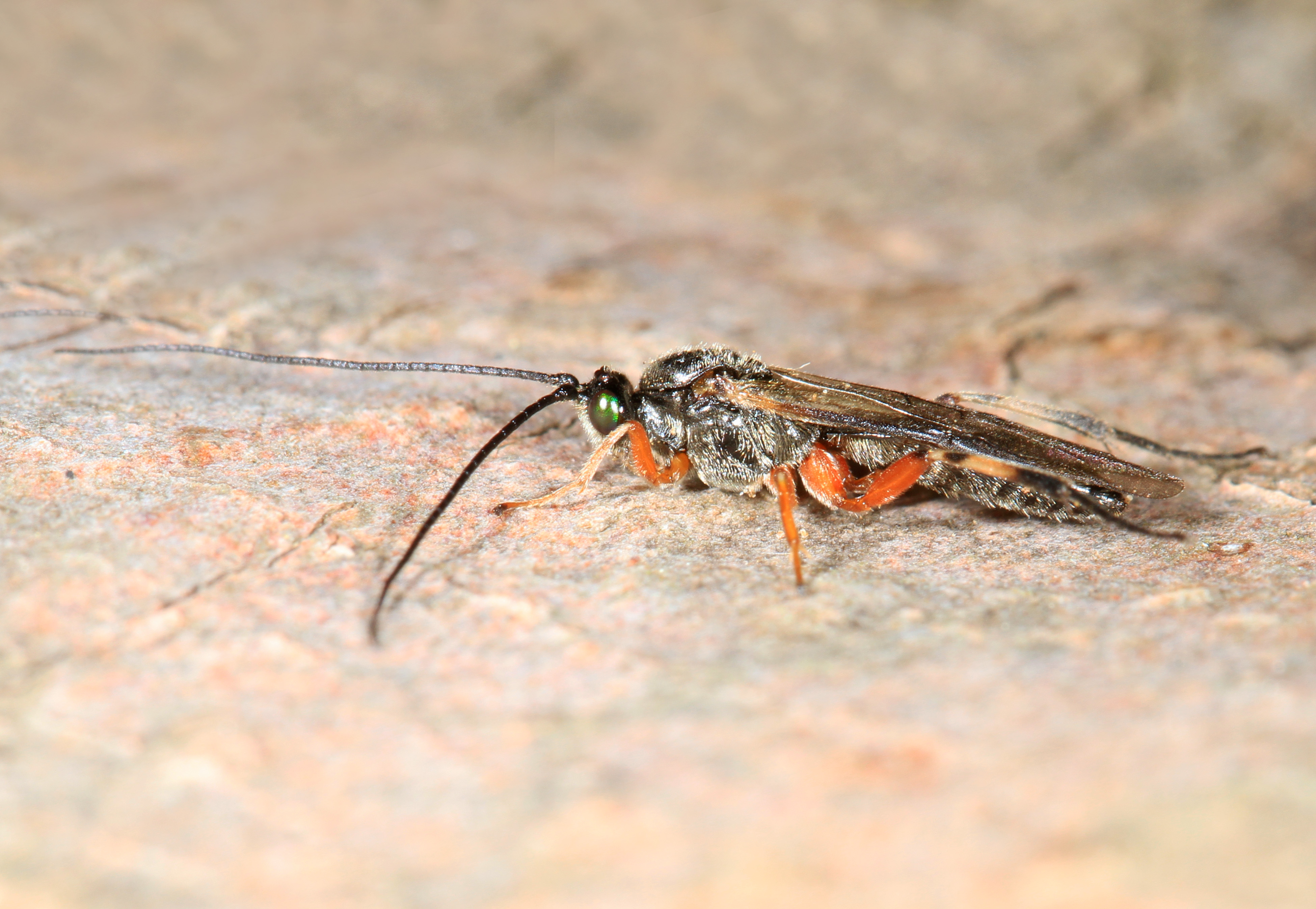
Earinus limitaris

Earinus (лат.) — род паразитических наездников из семейства Braconidae. 15 видов.

## Распространение
Голарктика, Юго-Восточная Азия, Южная Америка.

## Описание
Мелкие перепончатокрылые наездники, длина тела менее 1 см.
Представителей рода можно отличить от всех других родов Agathidinae по признаку полной жилки RS+M; нотаули отсутствуют; коготки передних и средних ног с базальной лопастью.
Род рассматривается сестринским ко всем остальным членам трибы Earinini.
Виды представляют собой одиночных койнобионтов-эндопаразитоидов гусениц Lepidoptera из семейства Noctuidae и Tortricidae.
- Earinus bicolor 	Chou & Sharkey, 1989[3]
- Earinus bourguignoni Braet, 2002[4]
- Earinus burmensis Gupta & Bhat, 1974[5]
- Earinus chubuquensis Berta, 2000[6]
- Earinus elator (Fabricius, 1804)
- Earinus erythropoda Cameron, 1887
- Earinus gloriatorius (Panzer, 1809)
- Earinus hubrechtae Braet, 2002[4]
- Earinus jezoensis Watanabe, 1937[7]
- Earinus limitaris (Say, 1835)[8]
- Earinus longensis Sharkey, 1996[9]
- Earinus scitus Enderlein, 1920[10]
- Earinus transversus Lyle, 1920
- Earinus wuyiensis Chen & Yang, 1999[11]
- Earinus zeirapherae Walley, 1935
- другие виды